# Спајдермен: Путовање кроз Спајдер-свет
Спајдермен: Путовање кроз Спајдер-свет (енгл. Spider-Man: Across the Spider-Verse) амерички је рачунарско-анимирани суперхеројски филм из 2023. године о Марвеловом лику Мајлсу Моралесу / Спајдермену. Наставак је филма Спајдермен: Нови свет (2018), а смештен је у заједнички мултиверзум алтернативних универзума под називом „Спајдер-свет”.
Приказивање у биоскопима започело је 2. јуна 2023. године у САД, односно 1. јуна исте године у Србији. Првобитно је приказивање било заказано за октобар 2022. године, али је померено због пандемије ковида 19. Зарадио је преко 690 милиона долара широм света, наспрам буџета од 100 милиона долара, прешавши свог претходника. Добио је позитивне рецензије критичара, који су посебно похвалили анимацију, визуелни стил, причу, акционе сцене, гласовну глуму и сценарио. Наставак и спиноф су тренутно у фази развоја.

## Радња
Након што се поново састао са Гвен Стејси, Мајлс Моралес, бруклински, пријатељски настројен Спајдермен из окружења катапултира се у други свемир, где сусреће тим спајдер-људи који су задужени за заштиту мултиуниверзума. Али када хероји уђу у сукоб око тога како да се суоче са новом претњом, Мајлс се супротставља другим спајдер-јунацима и мора поново да научи шта значи бити херој како би могао да спаси људе које највише воли.

## Гласовне улоге
| Улога                                  | Енглески глас      | Српски глас          |
| -------------------------------------- | ------------------ | -------------------- |
| Мајлс Моралес / Спајдермен             | Шамик Мур          | Матеја Вукашиновић   |
| Гвен Стејси / Спајдер-Гвен             | Хејли Стајнфелд    | Ђурђина Радић        |
| Џеф Моралес                            | Брајан Тајри Хенри | Иван Јевтовић        |
| Рио Моралес                            | Лорен Велез        | Лена Ковачевић       |
| Питер Б. Паркер / Спајдермен           | Џејк Џонсон        | Александар Радојичић |
| др Џонатан Он / Тачка                  | Џејсон Шварцман    | Срђан Јовановић      |
| Џес Дру / Спајдер-Жена                 | Иса Реј            | Наташа Марковић      |
| Павитр Прабхакар / Индијски Спајдермен | Каран Сони         | Ђорђе Стојковић      |
| Џорџ Стејси                            | Шеј Вигам          | Огњан Радивојевић    |
| Лајла                                  | Грета Ли           | Ива Манојловић       |
| Хоби Браун / Спајдер-Панкер            | Данијел Калуја     | Микри Маус           |
| Арон Дејвис                            | Махершала Али      | Срђан Тимаров        |
| Мигел О'Хара / Спајдермен 2099         | Оскар Ајзак        | Никола Вујовић       |